# Cosmarium eloiseanum
Cosmarium eloiseanum  là một loài Song tinh tảo trong họ Desmidiaceae, thuộc chi Cosmarium.